# Franco Troyansky
Franco Troyansky (Algarrobo, 6 marzo 1997) è un calciatore argentino, attaccante dell'Audax Italiano.

## Carriera
Ha esordito nella massima serie argentina con l'Olimpo nella stagione 2016, segnando 2 gol in 9 partite in campionato e giocando una partita in Copa Argentina.